# ملعب كانجوروهان
ملعب كانجوروهان هو ملعب متعدد الأغراض يقع في جاوة الشرقية، إندونيسيا يستخدم غالباً لمباريات كرة القدم، يتسع الملعب لحوالي 42،449 مشجع.